# دروزتووا
دروزتووا (به چکی: Druztová) یک منطقهٔ مسکونی در جمهوری چک است که در ناحیه پلزن-شمالی واقع شده‌است. دروزتووا ۵٫۰۱ کیلومتر مربع مساحت و ۶۸۹ نفر جمعیت دارد و ۳۳۲ متر بالاتر از سطح دریا واقع شده‌است.